# Lagoa do Caldeirão Grande
Lagoa do Caldeirão Grande (portugiesisch ‚See des großen Kessels‘) ist ein See in Portugal auf der Azoren-Insel São Miguel im Kreis Ponta Delgada. Der See liegt in der Serra Devassa auf etwa 750 m Höhe über dem Meeresspiegel und ist zirka 0,9 ha groß. Ein Teil seines Wassers wird als Brauchwasser für landwirtschaftliche Betriebe des Umkreises entnommen.